# Campeonato Brasileiro de Futebol Feminino Sub-16 de 2021
O Campeonato Brasileiro Feminino Sub-16 de 2021 foi a terceira edição desta competição futebolística de categoria de base da modalidade feminina organizada pela Confederação Brasileira de Futebol (CBF).
Foi disputada por doze agremiações entre os dias 26 de junho e 4 de julho. Corinthians e Internacional protagonizaram a decisão. Na ocasião, o Corinthians saiu vitorioso nas cobranças por pênaltis. O São Paulo completou o pódio.
A técnica do Corinthians, Daniela Alves, exaltou a oportunidade de guiar uma nova geração de jogadoras. Já a goleira Nanda, responsável por defender uma cobrança de pênalti na final, destacou a união do grupo.

## Formato e participantes
A CBF divulgou o regulamento e a tabela detalhada do Campeonato Brasileiro Feminino Sub-16 de 2021 no dia 27 de maio, quando a entidade também anunciou o regulamento e os protocolos de seguranças contra a pandemia de COVID-19 e a cidade de Sorocaba como sede. O torneio foi disputado em três fases, sendo a primeira por pontos corridos e as duas últimas em partidas eliminatórias. Na primeira, as doze agremiações foram divididas em três grupos, pelos quais os integrantes disputaram jogos de turno único contra os adversários do próprio chaveamento. Após três rodadas, os líderes de cada grupo e o melhor segundo colocado se classificaram para a semifinal. Esta, por sua vez, foi composta por partidas eliminatórias e os vencedores prosseguiram para a final. Os doze participantes desta edição foram:
| Federação         | Participantes  | Participações | Títulos  |
| ----------------- | -------------- | ------------- | -------- |
| Amazonas          | Iranduba       | 1             | —        |
| Bahia             | Vitória        | 2             | —        |
| Distrito Federal  | Minas Brasília | 1             | —        |
| Rio Grande do Sul | Grêmio         | 2             | —        |
| Rio Grande do Sul | Internacional  | 2             | 1 (2020) |
| Santa Catarina    | Kindermann     | 2             | —        |
| São Paulo         | Audax          | 2             | —        |
| São Paulo         | Corinthians    | 1             | —        |
| São Paulo         | Ferroviária    | 2             | —        |
| São Paulo         | Santos         | 2             | —        |
| São Paulo         | São José-SP    | —             | —        |
| São Paulo         | São Paulo      | 2             | 1 (2019) |

## Resultados
Os resultados das partidas da competição estão apresentados nos chaveamentos abaixo. A primeira fase foi disputada por pontos corridos, com os seguintes critérios de desempates sendo adotados em caso de igualdades: número de vitórias, saldo de gols, número de gols marcados, número de cartões vermelhos recebidos, número cartões amarelos recebidos e sorteio. Por outro lado, as fases eliminatórias consistiram de partidas de ida. Conforme preestabelecido no regulamento, as equipes vitoriosas avançaram para a final, enquanto os perdedores disputaram o terceiro lugar.

### Fases finais
|  | Semifinais         | Semifinais    |       |                | Final            | Final |  |
|  |                    |               |       |                |                  |       |  |
|  |                    |               |       |                |                  |       |  |
|  | Minas Brasília     | 0 (3)         |       |                |                  |       |  |
|  | Corinthians (p.)   | 0 (5)         |       |                |                  |       |  |
|  |                    |               |       |                |                  |       |  |
|  |                    |               |       |                |                  |       |  |
|  |                    |               |       |                | Corinthians (p.) | 1 (4) |  |
|  |                    | Internacional | 1 (2) |                |                  |       |  |
|  |                    |               |       |                |                  |       |  |
|  |                    |               |       |                |                  |       |  |
|  |                    |               |       |                | Terceiro lugar   |       |  |
|  |                    |               |       |                |                  |       |  |
|  | Internacional (p.) | 2 (5)         |       | Minas Brasília | 0 (2)            |       |  |
|  | São Paulo          | 2 (3)         |       |                | São Paulo (p.)   | 0 (4) |  |